# San Piero a Sieve
San Piero a Sieve é uma comuna italiana da região da Toscana, província de Florença, com cerca de 3.758 habitantes. Estende-se por uma área de 36 km², tendo uma densidade populacional de 104 hab/km². Faz fronteira com Barberino di Mugello, Borgo San Lorenzo, Calenzano, Scarperia, Vaglia.

## Demografia
| Variação demográfica do município entre 1861 e 2011                               |
|                                                                                   |
| Fonte: Istituto Nazionale di Statistica (ISTAT) - Elaboração gráfica da Wikipedia |